# Pfarrkirche Kirchschlag (Niederösterreich)

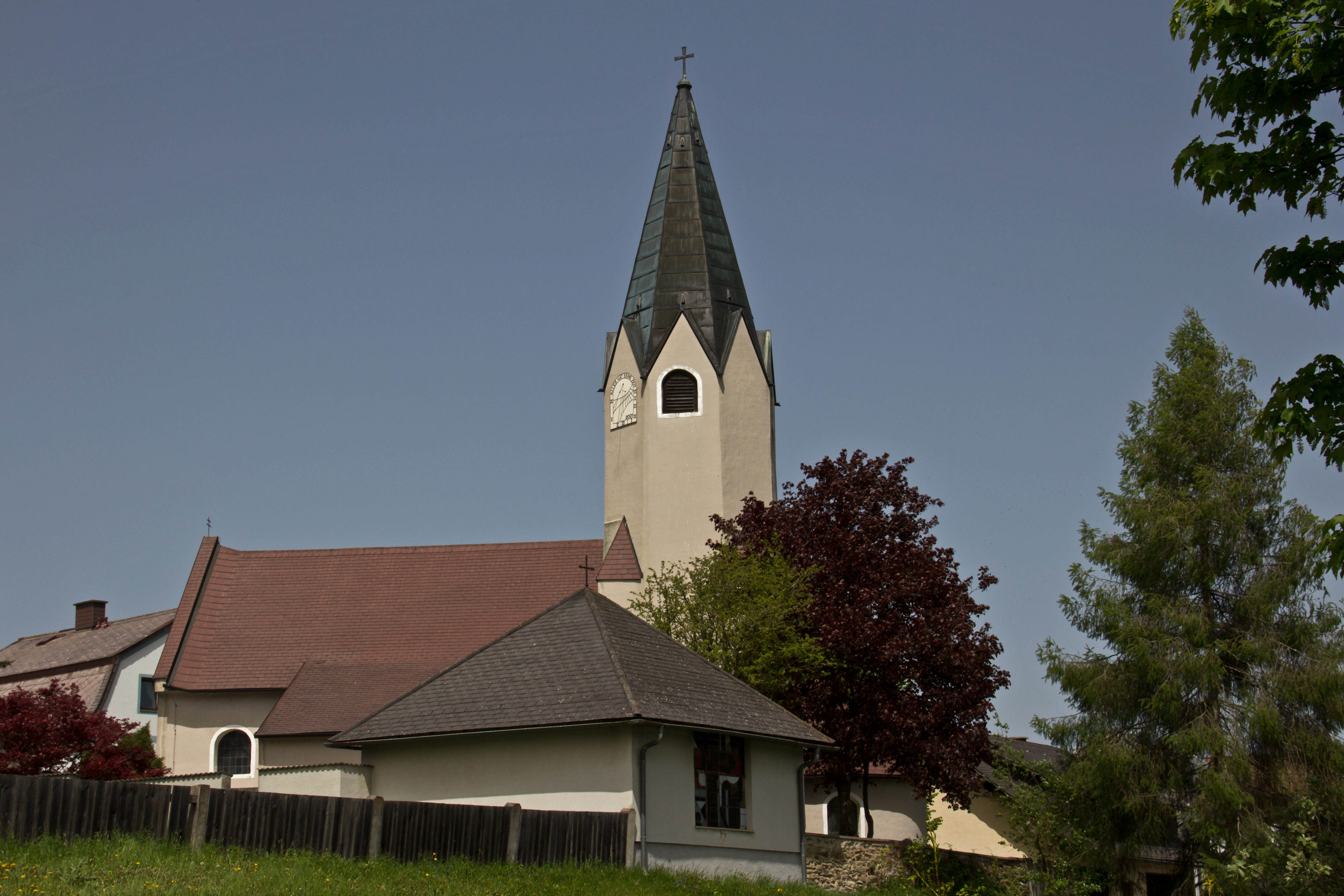
Katholische Pfarrkirche hl. Nikolaus in Kirchschlag

Die römisch-katholische Pfarrkirche Kirchschlag steht erhöht am südlichen Ortsrand in der Marktgemeinde Kirchschlag im Bezirk Zwettl in Niederösterreich. Die dem heiligen Nikolaus von Myra geweihte Pfarrkirche gehört zum Dekanat Spitz in der Diözese St. Pölten. Die Kirche und der Friedhof stehen unter Denkmalschutz.

## Geschichte
Eine Kirche wurde 1436 urkundlich genannt. 1541 eine Filialkirche von Kottes wurde die Kirche 1758 zu Ottenschlag umgepfarrt. 1784 wurde die Kirche zur Pfarrkirche erhoben.
Die romanische Kirche mit einer Rundapsis aus dem 13. Jahrhundert erhielt in der ersten Hälfte des 15. Jahrhunderts einen gotischen Südturm. 1756 wurde die Kirche barockisiert, dabei wurde die Orgelempore eingebaut und die Sakristei angebaut.

## Architektur
An das schlichte Langhaus unter einem Satteldach schließt eine niedrigere Rundapsis unter einem Kegeldach an. Die Rundbogenfenster entstanden 1756 bei der Barockisierung. Der mächtige quadratische gotische Südturm trägt eine achteckigen barocken Aufsatz mit einem achtseitigen Pyramidendach. Der südliche Sakristeianbau am Langhaus steht in gleicher Flucht am auch am Turm.
Das Langhaus zeigt eine Flachdecke. Die Orgelempore ist mit einem Platzlgewölbe unterwölbt und steht auf zwei Pfeilern. Die Chorapsis unter einem Konchengewölbe schließt hinter einer breiten Rundbogenöffnung über spätromanischen Kämpfern an. Der Chor hat seitlich Fenster, das mittige romanische Ostfenster ist vermauert und bildet eine Nische. Das Turmerdgeschoß ist tonnengewölbt. Die Sakristei hat Platzlgewölbe zwischen Gurten.

## Ausstattung
Der Volksaltar ist modern. Der linke Seitenaltar trägt den Tabernakel vom ehemaligen Hochaltar um 1756. Der rechte Seitenaltar trägt eine bemerkenswerte Christusfigur aus der zweiten Hälfte des 17. Jahrhunderts, welche eine Gnadenstatue Jesus von Nazareth als Heil der Kranken darstellt und aus dem Trinitarierkloster in Madrid hierher übertragen wurde. Eine Kopie einer älteren spanischen Figur kam 1793 vom Trinitarierkloster (Weißspanier) in Wien hierher, welche im Volksmund mit Blauer Herrgott bezeichnet wurde.
Es gibt barocke Figuren Maria Königin, Anna mit Maria aus der Mitte des 18. Jahrhunderts. Es gibt vier Evangelistenfiguren von der ehemaligen Kanzel aus der ersten Hälfte des 18. Jahrhunderts. Es gibt ein Kruzifix im Chor aus der zweiten Hälfte des 19. Jahrhunderts. Es gibt ein ehemaliges Altarbild hl. Nikolaus um 1840, wohl eine Übermalung eines älteren barocken Bildes.
Das gotische Weihwasserbecken entstand im 15. Jahrhundert. Es gibt Glocken um 1470. Die Orgel baute Franz Capek (1903). 